# Josep Oliu i Creus
Josep Oliu i Creus (Sabadell, 25 d'abril de 1949) és un banquer català, actual president del Banc Sabadell, i fill del també banquer Joan Oliu i Pich.

## Biografia
Va estudiar Ciències Econòmiques en la Universitat de Barcelona i es va doctorar en economia en la Universitat de Minnesota. El 1982 va obtenir la càtedra en teoria econòmica a la Universitat d'Oviedo, d'on és professor en excedència. Durant la dècada de 1980 va treballar a l'Instituto Nacional de Industria, on ocupava el càrrec de director d'Estudis i Estratègia i on fou director de Planificació entre 1984 i 1986.
L'any 1986, poc després d'haver estat nomenat com a president de l'Associació Barcelona Plaça Financera, es va incorporar al Banc de Sabadell com a secretari general tècnic. En 1989 va ser nomenat conseller del banc i conseller delegat del Sabadell Multibanca. El gener de 1991 va substituir al seu pare, Joan Oliu i Pich, en la direcció general. Ha ocupat diversos càrrecs directius a l'entitat financera, com el de conseller (1990-1995), conseller director general (1991-1999) i president des de 1999 i fins a l'actualitat.
Durant la seva presidència, el 2000 formalitzà un intercanvi d'accions amb el Banco Comercial Português (BCP), i La Caixa es va convertir en el primer accionista del banc fins a la desinversió feta el 2006. El Banco Herrero, fundat el 1911 a Oviedo, es va incorporar al grup, que es consolidà com a quart banc de l'Estat Espanyol. L'any 2001 comença a cotitzar en borsa. El 2003 presentà una OPA per adquirir Banc Atlàntic, compra que es formalitza el 2004. El 2006 adquireix el Banco Urquijo, operació que consolidava al Banc Sabadell com segon d'Espanya en el negoci de banca privada. El 2007 va adquirir el TransAtlantic Bank de Miami. El 2009 va entrar en l'accionariat d'Antena 3 amb un 5,87%. Forma part del Fòrum Pont Aeri.

## Altres càrrecs
L'any 2007 va ser nomenat president de la Fundació d'Estudis d'Economia Aplicada i ha estat vocal del Consell General de l'Associació Espanyola de Banca, vocal de la Comissió Gestora del Fons de Garantia de Dipòsits, membre de la junta i vicepresident del Cercle d'Economia de Barcelona, president de la Fundació Banco Herrero i membre del patronat de la Fundació Príncep d'Astúries. L'any 2002 va ser distingit col·legiat de mèrit pel Col·legi d'Economistes de Catalunya.
Està casat i té tres fills.